# Геральдика
Гера́льдика (гербове́дение; от лат. heraldus — «глаша́тай») — специальная историческая дисциплина, занимающаяся изучением гербов, а также традиций и практики их использования. Является частью эмблематики — группы взаимосвязанных дисциплин, изучающих эмблемы. Отличие гербов от других эмблем заключается в том, что строение, употребление и правовой статус гербов соответствуют особым, исторически сложившимся правилам. Геральдика точно определяет, что и как может быть нанесено на государственный герб, фамильный герб и так далее, объясняет значение тех или иных фигур. Корни геральдики уходят в Средневековье, когда и был разработан специальный геральдический язык.
Знаток геральдики — геральдист, геральдик, гербовед или арморист. 10 июня празднуется Международный день геральдики.

## История геральдики

### Зарождение
Появление геральдики относят к периоду времени между двумя крестовыми походами — первым (когда гербов ещё не существовало) и вторым (когда геральдика стала привычна). Указывается и более узкий период: между 1120 и 1150 годами. Зарождение гербов связывают с тем, что в связи с изменениями военного снаряжения в конце XI — начале XII веков получить информацию о человеке, зачастую не видя его лица, закрытого шлемом, было весьма проблематично. Желание быть узнанным на поле боя стало причиной появления традиции расписывать свои щиты, обычно имевшие миндалевидную форму, различными фигурами, которые вскоре превратились в опознавательные знаки и стали ассоциироваться с конкретными личностями. По этой причине ранняя геральдическая символика была чрезвычайно простой и легко читаемой и не содержала сложных рисунков и надписей. Постепенно сложились и правила начертания и использования гербов, впоследствии оформившиеся в своеобразный свод законов. Кроме того, появление геральдики было вызвано изменениями в самом европейском обществе, произошедшими после 1000 года. Развитие феодальных отношений привело к тому, что принадлежность к той или иной социальной группе полностью определяло жизнь человека. Знатность рода в это время становится своего рода культом. В этих условиях естественным развитием гербов, как личных эмблем, стало возникновении традиции их передачи по наследству, появление которой относят к концу XII века.
Некогда существовало множество других версий о происхождении геральдики. Первые попытки объяснить возникновение гербов относятся ещё к концу Средневековья. В вышедшем в 1671 году труде «Истинное искусство геральдики и происхождение гербов» (фр. Le veritable art du blason et l'origine des armoiries) его автор, священник Клод Франсуа Менестрье, привёл около двух десятков различных версий, среди которых были как совершенно неправдоподобные, относящие зарождение геральдики ко временам Адама, Ноя, Александра Македонского, Юлия Цезаря и короля Артура, так и более аргументированные. Первые уже к концу XVI века геральдистами серьёзно не рассматривались, а вторые просуществовали как основные вплоть до конца XIX — начала XX веков, когда были развенчаны уже в научных трудах по геральдике. Так, последовательно были откинуты версии о преемственности между античными военными и семейными эмблемами и первыми гербами XII века, о влиянии на становление феодальной геральдики германо-скандинавской эмблематики — рун-инсигний — I тысячелетия нашей эры, и о происхождении геральдики от узоров на тканях арабов, перенятых европейцами в эпоху первых крестовых походов.
На знаменитом гобелене из Байё, изображающем завоевание Англии Вильгельмом I и созданном вскоре после этого события, на щитах нормандских воинов вышито множество изображений, похожих на геральдические. Между тем в различных эпизодах одни и те же рыцари изображены с разными щитами, что не позволяет говорить об их геральдическом характере.
К наиболее ранним свидетельствам существования геральдики относят изображение щита на покрытой цветной эмалью гробнице графа анжуйского Жоффруа V, умершего в 1151 году. Этот же герб изображён на скульптурной гробнице внука Жоффруа — Уильяма Длинного Меча, умершего в 1226 году. Согласно Жану де Мармутье, в 1127 году по случаю женитьбы Жоффруа на Матильде её отец, король Англии Генрих I, возвёл Жоффруа в рыцари и подарил ему щит, украшенный львами. Очевидно, что речь идёт о том же щите, что и изображён на гробницах Жоффруа и его внука. Между тем хроника Мармутьера написана уже после смерти Жоффруа, в 1170 годы, а гробница была изготовлена между 1155 и 1160 годами. Более того, на единственном известном оттиске печати Жоффруа, привешенном к документу 1149 года, нет никакого герба, что также говорит не в пользу того, что он обладал гербом.

### Распространение
В скором времени после зарождения геральдики она распространилась на всё средневековое общество. Хотя первоначально гербы использовали только крупные сеньоры, уже к 1180 году, а, возможно, и ранее они стали использоваться знатными дамами, в конце века появились первые городские гербы, к 1200 году появляются гербы духовных лиц, ещё до 1220 года — патрициев и буржуа, к 1230 году — ремесленников, в 1240 году — цехов, в конце века — гражданских и монашеских общин. В Нормандии, Фландрии и Южной Англии ранняя геральдика получила наибольшее распространение — здесь гербами владели даже некоторые крестьяне. К XIV веку церковь, ранее относившаяся к гербам с подозрением, становится одним из центров геральдического творчества. Гербы можно увидеть на церковных стенах, плитах, витражах, потолках, церковной утвари и одежде священнослужителей.
Существенную роль в распространении геральдики вне среды рыцарства сыграли печати, которые ставились или привешивались почти ко всем документам. На большинстве печатей использовались те же изображения, что и в гербах, с той лишь разницей, что они вписывались в поле самой печати. Сеньоры и рыцари, кроме украшения гербами своих щитов, стали наносить гербовые изображения на другие детали амуниции, знамёна, попоны и вальтрапы лошадей.
Огромное влияние на распространение геральдики сыграла практика проведения рыцарских турниров, бывших основой геральдического действа среди аристократов вплоть до, по крайней мере, XVI века. Обычно непосредственно турниру предшествовала продолжительная демонстрация гербов и гербовой атрибутики. Участвующих в турнире рыцарей представляли глашатаи — герольды, от названия которых в XIX веке и произошло название науки о гербах. Оглашение герба выступающего на турнире рыцаря привело к становлению специального геральдического языка, характеризующегося чёткостью и однозначностью формулировок, а также определённой поэтичностью. Гербы участников турнира демонстрировались присутствующим двумя мужчинами или мальчиками, наряженными в костюмы ангелов, чудищ или дикарей. От подобной практики впоследствии произошёл такой почётный элемент герба, как щитодержатели.
Примерно с конца XII века гербы стали приписывать и фантастическим персонажам, а также реальным людям, никогда гербы не носившим. Например, были сочинены гербы для Адама, Христа, ветхозаветных пророков, деятелей эпохи античности и многих других.
Геральдика возникла практически одновременно сразу в нескольких регионах Западной Европы: в области между Луарой и Рейном, в Южной Англии, в Швейцарии и в Северной Италии — и очень скоро распространилась практически по всему континенту. Начиная с XVIII века европейская традиция эмблематики начинает проникать за пределы Европы — вместе с европейскими переселенцами она попадает в Новый Свет, а затем в Азию, Африку и Австралию.
Вплоть до середины XVII века интерес к геральдике всё возрастал, а практика использования гербов продолжала шириться. С середины XVIII века интерес к геральдике снижается, особенно во Франции и Англии. Мишель Пастуро объясняет это тем, что конкуренцию гербам в качестве опознавательного знака составили новые эмблематические формы — монограммы, криптонимы, значки и девизы. Во время первой французской революции новое правительство в 1790 году вообще запретило гербы как «знаки феодальности», хотя большинство гербов принадлежало вовсе не знатным лицам. Во Франции обычай ношения гербов был восстановлен в 1808 году Наполеоном I вместе со введением новой геральдической системы, которая была ликвидирована сразу же после реставрации Бурбонов. В XIX веке наметился ещё более глубокий спад, продолжившийся и в следующем столетии.

### В России
В России геральдика была заимствована из Западной Европы при непосредственном влиянии польской геральдики во второй половине XVII века. Первые сочинения представляли собой собрания гербов («Титулярник», 1672 год). В 1705 году по указу императора Петра I в Амстердаме была напечатана книга «Символы и эмблемата», содержащая более 800 образцов и послужившая впоследствии примером для создания многих российских гербов. В 1722 году была создана Герольдия, в 1726 году при Петербургской Академии наук была учреждена кафедра геральдики. С 1797 года составлялся «Общий гербовник дворянских родов Российской империи», включающий около 5000 гербов. В советское время гербоведение пришло в упадок, последствия которого далеко не исчерпаны и на начало XXI века.

## Цвета в геральдике
Геральдические тинктуры (цвета) разделяются на металлы, меха и финифти (эмали). В геральдике используется девять важнейших тинктур: два металла, пять эмалей и два меха. Первоначально было только четыре цвета — красный, синий, чёрный и белый, но затем появились дополнительные цвета: зелёный, жёлтый и пурпурный. Жёлтый и белый, сначала независимые от золота и серебра цвета, позднее стали заменять эти два металла и как самостоятельные уже не использовались. Ныне используется два металла — золото и серебро, а также пять основных финифтей — червлень, лазурь, зелень, чернь и пурпур. Особым типом геральдических цветов являются меха — горностаевый и беличий.

### Символика цветов
Символическое толкование геральдических цветов уместно только тогда, когда заранее известно, что составитель герба вложил смысл в его расцветку. В противном случае есть опасность обнаружить скрытый смысл там, где его нет. Можно с уверенностью сказать, что в большинстве гербов цвет выбирается не в соответствии с его символическим значением, а в соответствии с эстетическими принципами составления композиции. Поскольку нет жёсткой системы, способной помешать каждому желающему вкладывать в геральдические цвета какой угодно смысл, вполне естественно, что существует множество разнообразных толкований, предлагаемых разными источниками.

## Основные понятия
- Герб — эмблема, отличительный знак, передаваемый по наследству, с изображением символов его владельца (человека, сословие, род, город, страну и т. п.):
  - гласный герб — прямо указывает на фамилию владельца или название города;
  - полугласный герб — с отдалённым, относительным согласованием между именем города и эмблемами щита.
- Геральдический щит — основа любого герба; стилизованный щит с гербовыми фигурами на лицевой поверхности (в гербовом поле). Одна из распространённых форм — французский щит.
- Геральдический язык — язык описания герба, процесс описания называют блазонированием, а само описание — блазоном.
- Герольд — распорядитель рыцарских турниров, ведавший составлением гербов и родословий.

Оформление щита
- Деление щита — разделение поля щита на различно окрашенные части посредством прямых или фигурных линий.
- Гербовые фигуры — все фигуры (не деления), размещённые в щите герба:
  - геральдические — основные фигуры; бывают почётные (например, глава, пояс, столб) и простые (ромб, круг и т. д.);
  - негеральдические — все фигуры, не относящиеся к геральдическим, разделяются на естественные (лев, орёл и т. д.), фантастические (дракон, ангел и т. д.) и искусственные (меч, подкова и т. д.).
- Бризуры — отличительные геральдические знаки младшего поколения.
- Знаки отмены — включаемые по приговору для обозначения бесчестного поступка.